# تاکوآن

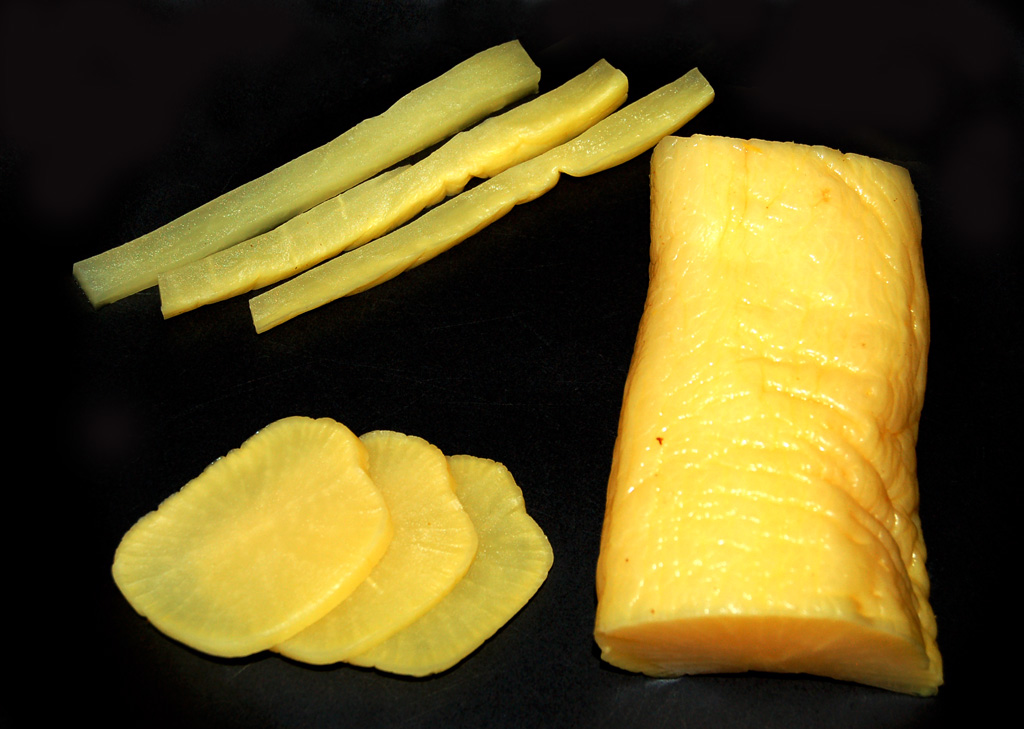
تاکوآن

تاکوآن (به ژاپنی: 沢庵 Takuan) یکی از انواع شورها و ترشیجات در آشپزی ژاپنی است. در تهیهٔ آن از دایکون (ترب بزرگ سفید) و شکر و نمک استفاده می‌شود. به آن تاکووان نیز گفته می‌شود. تاکوآن از دوره ادو و تحت تأثیر مکتب ذن در ژاپن رواج پیدا کرده‌است.

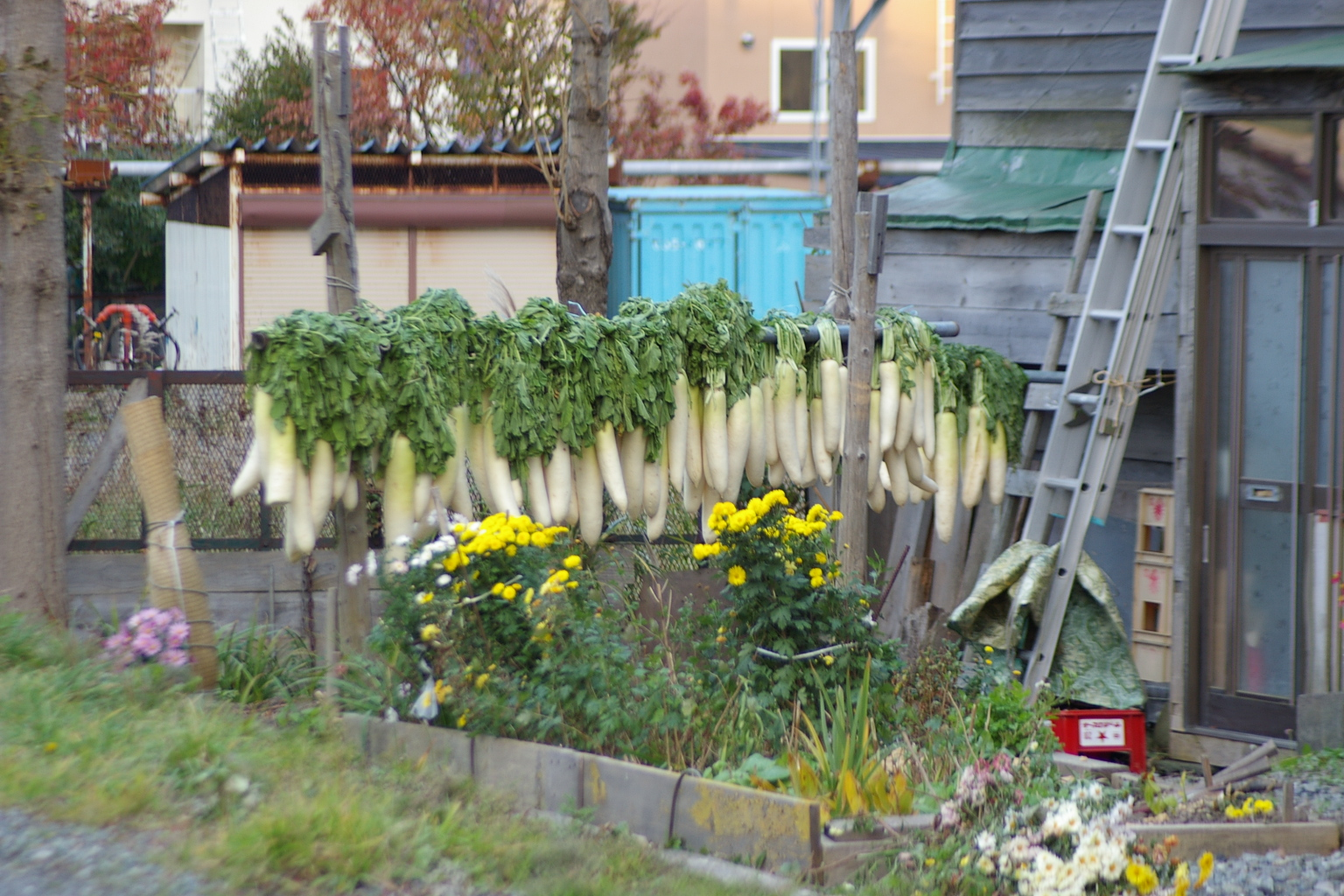
دایکون